# Het Net
Het Net was een van de grootste internetproviders van Nederland. Het Net was een merk van KPN Internet, een onderdeel van KPN Telecom.

## Geschiedenis
Het Net werd in 1997 geïntroduceerd door het toenmalige PTT Telecom als een zogenaamd nationaal intranet, vergelijkbaar met een gedeelte van het Nederlandse deel van het toenmalige internet. Telefoonnummers gingen als e-mailadres functioneren; e-mailen naar het buitenland was niet mogelijk. Na het opzetten van deze nieuwe dienst verdween de steun van KPN voor de vele regionale Freenetdiensten zoals Flevonet.
In de loop van 1999 verdween het besloten karakter van Het Net en werd het een 'normale' ISP. Datzelfde jaar werd de KPN-dienst onderdeel van de Planet Media Group naast Planet Internet. Op 1 januari 2005 ging de Planet Media Group volledig op in KPN Telecom BV. Vanaf dan gebruikt men de handelsnaam KPN Internet. In 2008 werd de merknaam Planet Internet geschrapt als gevolg van de reorganisatie bij KPN. Per 1 november 2009 verdween uiteindelijk ook Het Net. De bijna 680.000 abonnees die Het Net op het laatst had werden ondergebracht bij KPN. De website van Het Net is vervangen door het webportaal KPN Vandaag. De naamswijziging had geen gevolgen voor het abonnement, behalve dat er geen nieuwe Het Net-emailadressen aangemaakt kunnen worden, oude adressen blijven wel gewoon werken.

## Fred van Het Net
Een bekend gezicht in reclame voor Het Net was Fred van Het Net, gekleed in een paars pak, inclusief paarse stropdas. Vaak zag men Fred in koddige situaties de diensten van Het Net aanbieden, zoals in een huiskamer die volledig verdwijnt of een kloon van Fred om de back-upservice aan te bieden.